# Jérôme Simon
Jérôme Simon (Troyes, 5 dicembre 1960) è un ex ciclista su strada francese, vincitore di una tappa e del Premio della Combattività al Tour de France 1988 e della classifica generale del Grand Prix du Midi Libre 1989.
Anche i suoi fratelli Régis, Pascal e François sono stati ciclisti professionisti di alto livello.

## Palmares
- 1976 (una vittoria)

Grand Prix de Tourteron
- 1980 (una vittoria)

Classifica generale La Route de France
- 1986 (Peugeot, due vittorie)

Tour du Vaucluse
Prologo Tour Méditerranéen (Palma di Maiorca > Palma di Maiorca, cronometro)
- 1988 (Z, quattro vittorie)

Grand Prix de Cannes
9ª tappa Tour de France (Nancy > Strasburgo)
3ª tappa Route du Sud (Saint-Gaudens > Cauterets)
5ª tappa Grand Prix du Midi Libre (Narbonne > Quillan)
- 1989 (Z, una vittoria)

2ª tappa, 2ª semitappa Grand Prix du Midi Libre (Saint-Chinian > Lodève)
Classifica generale Grand Prix du Midi Libre
- 1991 (Z, due vittorie)

Route Adélie de Vitré
Classifica generale Tour d'Armorique
- 1994 (Dilettanti, una vittoria)

3ª tappa Tour de Moselle
- 1995 (Dilettanti, due vittorie)

3ª tappa Tour de Moselle
3ª tappa Tour de Moselle

### Altri successi
- 1986 (Peugeot, una vittoria)

4ª tappa, 2ª semitappa Parigi-Nizza (Carpentras > Avignone, cronosquadre)
- 1987 (Z, una vittoria)

Classifica Gran Premio della Montagna Tour de l'Oise
- 1988 (Z, tre vittorie)

Premio della Combattività Tour de France
Souvenir Paul Saint Gerard - Grand Prix Puy-l'Eveque (criterium)
Criterium di Brienon-sur-Armancon

## Piazzamenti

### Grandi Giri
- Giro d'Italia

1993: 44º
- Tour de France

1984: 36º
1985: 24º
1987: 42
1988: 19
1989: 18
1990: 22º
1991: 23
1992: 27º

### Classiche monumento
- Liegi-Bastogne-Liegi

1987: 33º
1990: 65º
1991: 35º

### Competizioni mondiali
- Campionati del mondo su strada

Ronse 1988 - In linea: 32º